# 5344 Ryabov
5344 Ryabov (1978 RN) là một tiểu hành tinh vành đai chính được phát hiện ngày 1 tháng 9 năm 1978 bởi N. S. Chernykh ở Nauchnyj.